# Regolatore lineare

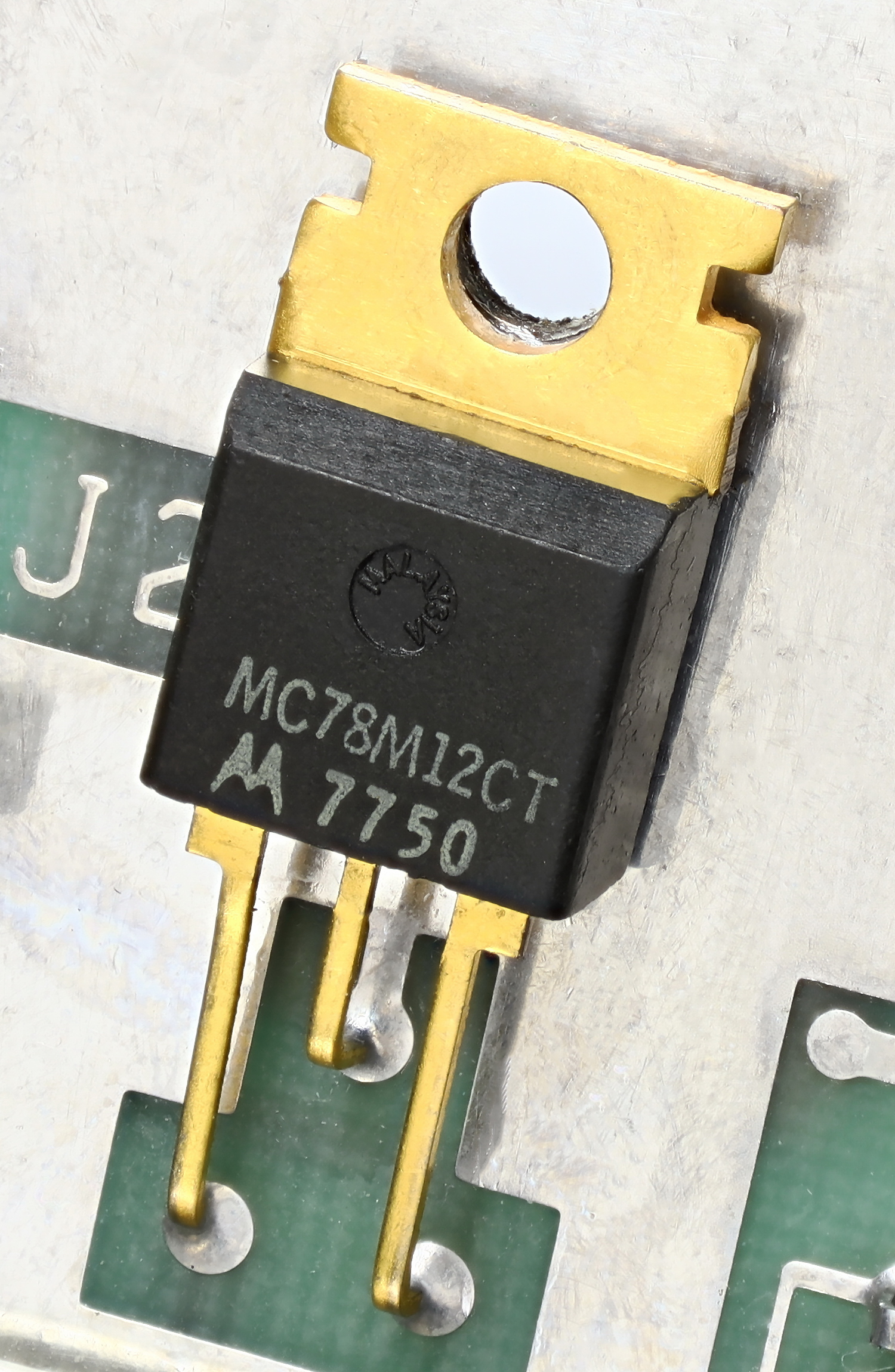
Regolatore lineare con uscita fissa, serie 78xx

In elettronica un regolatore di tensione lineare, spesso abbreviato in regolatore lineare, è un dispositivo elettronico che converte una sorgente di corrente continua da una tensione ad un'altra, mantenendo la tensione di uscita costante indipendentemente dal valore della tensione in ingresso. Nel caso specifico dei regolatori lineari è possibile unicamente una conversione step-down, ovvero la tensione di uscita sarà sempre inferiore alla tensione di ingresso.
I regolatori lineari sono i più semplici regolatori di tensione, nonché i primi ad essere stati disponibili commercialmente in circuiti integrati monolitici, fin dalla fine degli anni '60.
I regolatori lineari sono semplici ed economici, ma poco efficienti, ed è per questo motivo che sono stati progressivamente sostituiti da regolatori switching in molte applicazioni.

## Storia
Uno dei primi regolatori lineari integrati (LM100) contenuto interamente in un singolo package è stato sviluppato da Bob Widlar presso la National Semiconductor alla fine degli anni '60.
A partire dalla loro introduzione, i regolatori lineari sono stati largamente usati come stadio finale in alimentatori presenti in prodotti di elettronica di consumo, strumentazione elettronica e, in generale, in ogni applicazione in cui sia richiesta un'alimentazione in corrente continua derivata dalla rete elettrica civile, generalmente distribuita in corrente alternata.
Tuttavia, a partire dagli anni '80, sono stati progressivamente sostituiti da regolatori switching, i quali garantiscono prestazioni notevolmente migliori in termini di efficienza, consentendo di avere durata maggiore per apparecchi a batteria, e riducendo la necessità di soluzioni avanzate di dissipazione di calore in convertitori di alta potenza.
Nonostante l'efficienza non eccellente, i regolatori lineari rimangono utilizzati in applicazioni in cui è richiesto un basso rumore sulle linee di alimentazione di circuiti, oppure qualora la differenza fra tensione di ingresso e uscita sia sufficientemente piccola da garantire un'adeguata efficienza.

## Topologie circuitali

### Regolatore shunt
I regolatori shunt sono i più semplici regolatori lineari. In questo tipo di circuiti l'elemento che regola la tensione è posto in parallelo con il carico, limitando la tensione sullo stesso, assorbendo parte della corrente erogata dal generatore sorgente. Un esempio classico di regolatore shunt è un circuito composto da un diodo Zener posto in antiparallelo con il carico. In questo caso, la tensione di uscita del regolatore sarà uguale alla tensione caratteristica di breakdown del diodo Zener, che sarà l'elemento determinante la tensione di uscita.

Regolatore shunt con diodo Zener

#### Principio di funzionamento
Giacché i regolatori lineari consentono unicamente una conversione step-down, per il corretto funzionamento è necessario che {\displaystyle V_{in}>V_{Z}}.
Con questa supposizione, quando il carico {\displaystyle R_{L}} ha impedenza infinita, il generatore sorgente genera una corrente pari a {\displaystyle I_{src}={\frac {V_{in}-V_{Z}}{R}}=I_{0}} che scorre interamente nella resistenza {\displaystyle R} e nel diodo zener {\displaystyle Z}, che si trova a lavorare in breakdown. In questo caso il carico è alimentato alla tensione desiderata {\displaystyle V_{Load}=V_{Z}}.
Quando {\displaystyle R_{L}} ha un valore finito e {\displaystyle R_{L}>{\frac {V_{Z}\,R}{V_{in}-V_{Z}}}=R_{L}^{*}}, il diodo zener continuerà a lavorare in breakdown, e la corrente erogata dal generatore rimarrà uguale al caso precedente. A differenza di prima, però, una parte della corrente, pari a {\displaystyle I_{L}={\frac {V_{Z}}{R_{L}}}} comincerà a scorrere nel carico, che rimane quindi alimentato alla tensione desiderata {\displaystyle V_{Load}=V_{Z}}.
Il regolatore rimane funzionante finché la condizione {\displaystyle R_{L}>R_{L}^{*}} è verificata; in caso contrario il regolatore non sarà più in grado di fornire corrente a sufficienza, e la tensione di uscita diminuirà gradualmente. La corrente massima è quindi {\displaystyle I_{out,max}=I_{0}}.

#### Efficienza
I regolatori shunt offrono scarse prestazioni in termini di efficienza: all'interno delle condizioni di lavoro ({\displaystyle R_{L}>R_{L}^{*}} e {\displaystyle V_{in}>V_{Z}}), infatti, la potenza assorbita dal generatore sorgente sarà costante e pari a {\displaystyle P_{in}=I_{0}\cdot V_{src}}. Questo implica che, anche in assenza di carico, il regolatore continuerà a sprecare energia lavorando con efficienza nulla.
In generale, l'efficienza sarà {\displaystyle \eta ={\frac {V_{Z}^{2}\,R}{R_{L}\,V_{in}(V_{in}-V_{Z})}}}, con un massimo di {\displaystyle \eta ={\frac {V_{Z}}{V_{in}}}} per {\displaystyle R_{L}=R_{L}^{*}}.

### Regolatori in serie
I regolatori in serie pongono, appunto, in serie al carico un componente capace di offrire una resistenza variabile (generalmente, un transistor), il cui valore viene costantemente regolato da una retroazione negativa. Questi regolatori sono più complessi rispetto agli shunt, ma garantiscono prestazioni migliori, e sono quindi la topologia più frequentemente utilizzata di regolatori lineari.
La scelta dell'elemento in serie influenza la stabilità e soprattutto il dropout minimo. Generalmente vengono usati transistor bipolari NPN in configurazione Darlington o, nei regolatori a basso dropout (LDO), un singolo transistor bipolare PNP. Possono anche essere utilizzati transistor a effetto di campo.

Schema di principio di un regolatore di tensione lineare con elemento in serie

#### Principio di funzionamento
Il regolatore lineare potrebbe essere, ad esempio, realizzato con un transistor pmos, controllato attraverso un amplificatore operazionale che compara il valore dell'uscita con un riferimento interno (fornito ad esempio da un riferimento a bandgap). Opzionalmente è possibile posizionare il riferimento dell'uscita su un partitore resistivo, consentendo di ottenere una tensione di uscita più alta rispetto al riferimento interno e opportunamente regolabile attraverso il rapporto di partizione. Nel caso rappresentato in figura si ha: {\displaystyle V_{out}={\frac {R_{1}+R_{2}}{R_{2}}}V_{ref}}.
La tensione viene mantenuta stabile per mezzo di un anello di retroazione negativa: l'amplificatore operazionale controlla l'attuale tensione di uscita (sull'ingresso non invertente) e la compara con la tensione di riferimento (sull'ingresso invertente). Qualora la tensione di uscita sia più alta del riferimento, l'uscita dell'amplificatore operazionale salirà, diminuendo la corrente portata dal MOSFET e quindi la tensione di uscita del regolatore.
Viceversa, qualora l'uscita sia inferiore al valore di riferimento, l'op-amp abbasserà la tensione di gate del pmos aumentando la corrente nel transistor e, di conseguenza, anche la tensione di uscita. Va notato che, in caso di variazioni repentine della tensione di ingresso, la tensione di uscita potrebbe subire delle variazioni a causa della latenza propria del circuito di retroazione, che impiega un tempo finito a riportare il circuito in equilibrio. La velocità di risposta è chiaramente un fattore di merito del regolatore.
Posto di avere un circuito correttamente progettato, e quindi stabile, l'uscita convergerà, con uno scarto ragionevolmente piccolo, verso il valore di riferimento impostato.

#### Stabilità
L'analisi della stabilità dipende dal tipo di elemento in serie usato dal regolatore, sebbene in genere siano comunque richieste una capacità ed una ESR (resistenza in serie equivalente) minime all'uscita del regolatore, per garantirne la stabilità. Infatti, una serie R-C (costituita dal condensatore in serie con la propria ESR) introduce uno zero nel guadagno d'anello, utile per aumentare il margine di fase del circuito.

#### Efficienza
L'efficienza dei regolatori lineari con elemento in serie è calcolabile in modo semplice: la corrente {\displaystyle I} erogata dal generatore sorgente è uguale a quella assorbita dal carico, quindi si ha {\displaystyle P_{in}=I\,V_{in}} e {\displaystyle P_{out}=I\,V_{out}} avendo quindi {\displaystyle \eta ={\frac {V_{out}}{V_{in}}}}. Si noti che, qualora la tensione di uscita sia molto vicina a quella di ingresso, il regolatore si troverà a lavorare con efficienza elevata, anche comparabile con un equivalente regolatore switching.

## Regolatori a basso dropout
Affinché un regolatore lineare possa funzionare correttamente, è necessario che la differenza fra tensione di ingresso ({\displaystyle V_{i}n}) e di uscita ({\displaystyle V_{D}}) sia superiore ad un certo valore, caratteristico del dispositivo, chiamato dropout. Infatti, la caduta di potenziale sull'elemento in serie, seppur piccola, non potrà mai essere nulla.
Per via delle migliori prestazioni offerte dai transistor bipolari NPN rispetto ai complementari PNP, i regolatori lineari classici utilizzano come elemento in serie un transistor NPN in configurazione darlington. Affinché questa configurazione funzioni correttamente, i due transistor NPN devono essere correttamente polarizzati, necessitando quindi {\displaystyle V_{D}>2\cdot V_{BE}}. Inoltre, qualora un terzo transistor PNP sia utilizzato per pilotare la coppia Darlington, è necessario aggiungere all'equazione la tensione di saturazione (emettitore - collettore) del PNP, richiedendo quindi {\displaystyle V_{D}>2\cdot V_{BE}^{NPN}+V_{SAT}^{PNP}}, che generalmente corrisponde ad avere un dropout compreso tra 1.7 - 2.5V.

Sulla sinistra, il carico controllato con una coppia di NPN in configurazione Darlington. Sulla destra, il carico controllato da un singolo PNP

Tuttavia, di particolare interesse sono oggi i regolatori a basso dropout (LDO - Low DropOut), che garantiscono una piccola differenza fra tensione di uscita ed ingresso, e possono lavorare con efficienze molto alte. Negli LDO l'elemento in serie è un singolo transistor di tipo p (PNP o P-MOS), collegato direttamente fra la sorgente di ingresso ed il carico. In questo modo, la differenza fra la tensione di uscita e di ingresso può scendere fino a {\displaystyle V_{D}>V_{SAT}^{NPN}} ovvero circa 0.1 - 0.7 V. Questa configurazione garantisce un minor dropout, ma aumenta la corrente persa internamente (ground-pin current), a causa della maggior corrente necessaria per pilotare il PNP rispetto alla coppia Darlington. Una possibile mitigazione è offerta dall'utilizzo di un transistor ad effetto di campo al posto del transistor bipolare.

## Regolatori fissi e variabili

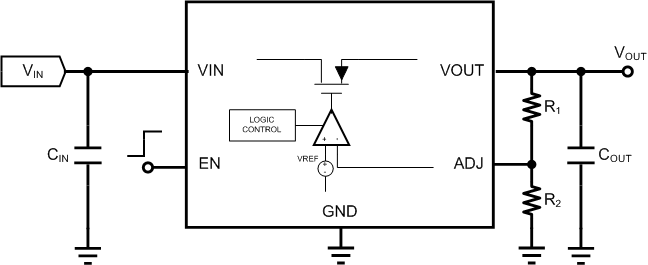
Regolatore lineare ad uscita variabile

In commercio esistono sia regolatori lineari con tensione di uscita già preimpostata al momento della produzione (fixed regulator) sia regolatori variabili, ovvero dispositivi in cui è possibile regolare la tensione di uscita (entro un certo intervallo) al momento dell'uso.
Allo stesso modo dei regolatori fissi, anche quelli variabili contengono all'interno un circuito di riferimento di tensione fisso, che però viene comparato dall'op-amp con un segnale fornito dall'esterno (generalmente su un pin chiamato ADJ, Adjust o Sense), in modo da poter impostare la tensione richiesta tramite, ad esempio, un partitore resistivo.
La possibilità di avere a disposizione un pin di Adjust disponibile all'esterno consente (oltre a regolare l'uscita) anche di prendere il riferimento direttamente sul carico, anziché sull'uscita del regolatore, consentendo di avere una regolazione non influenzata dalla caduta di tensione presente sul conduttore di connessione fra regolatore e carico.

## Funzionalità avanzate dei regolatori commerciali
La maggior parte dei regolatori lineari commerciali offre varie protezioni contro possibili malfunzionamenti del carico o del regolatore stesso, tra cui limitazione della corrente di uscita e protezione da surriscaldamento, cortocircuito e inversione di polarità.